# Open Source Geospatial Foundation

Logo nadace.

Nadace OSGeo (Open Source Geospatial Foundation) je nevládní nezisková organizace, jejímž cílem je podporovat a prosazovat společný vývoj otevřených geoinformačních technologií a dat. Nadace byla založena v únoru 2006 s cílem poskytovat finanční, organizační a právní podporu široké geoinformační komunitě využívající svobodný a open source software. Nadace také slouží jako nezávislý právní subjekt, kde mohou členové komunity přispívat zdrojovým kódem, financemi a dalšími zdroji s jistotou, že jejich přispění bude použito ve prospěch veřejnosti.
OSGeo je v mnoha ohledech inspirováno Apache Foundation, včetně členství založeného na jednotlivcích zainteresovaných v projektech nadace. Tito členové jsou vybíráni na základě jejich aktivnímu přispívání do projektů nadace.
Nadace sleduje nejen vývoj softwaru, ale také prosazování volného přístupu ke geoprostorovým datům vytvořeným a spravovaným státními institucemi či zcela otevřeným geodatům jako jsou data vytvořená a udržovaná v rámci projektu OpenStreetMap. Dalším z cílů je podpora vzdělání a organizování výukových kurzů. V tomto ohledu pracuje v rámci nadace řada komisí.

## Projekty OSGeo
Knihovny:
- FDO
- GDAL/OGR
- GeoTools

Desktopové aplikace:
- GRASS GIS
- OSSIM
- Quantum GIS

Webové aplikace:
- Mapbender
- MapBuilder
- MapGuide Open Source
- MapServer
- OpenLayers

Metadatové katalogy:
- GeoNetwork opensource

## Struktura nadace
Nadace OSGeo je stručně řečeno řízena komunitou, má poměrně jednoduchou strukturu zahrnující 45 počátečních členů, 9 ředitelů a prezidenta (v současnosti jím je Frank Warmerdam). Organizace zahrnuje více než 20 projektů. Z nichž dvanáct (březen 2007) je zaměřeno na vývoj softwaru (viz výše), další na běh nadace jako je pravidelné zasedání, správa webových stránek, podpora vzdělání, prosazování volně dostupných geodat a propagace. OSGeo komunita spolupracuje přes Wiki, emailové konference a IRC.

## Cena Sol Katz
Cena Sol Katz pro geoinformační svobodný a open source software (Geospatial Free and Open Source Software - GFOSS) je udílen každoročně nadací OSGeo jednotlivcům, kteří se nesmazatelně zapsali v komunitě GFOSS. Držitel této ceny musí významně přispět k podpoře open source idejí v oblasti geoinformačních technologií.